# Hörzendorfer Bach

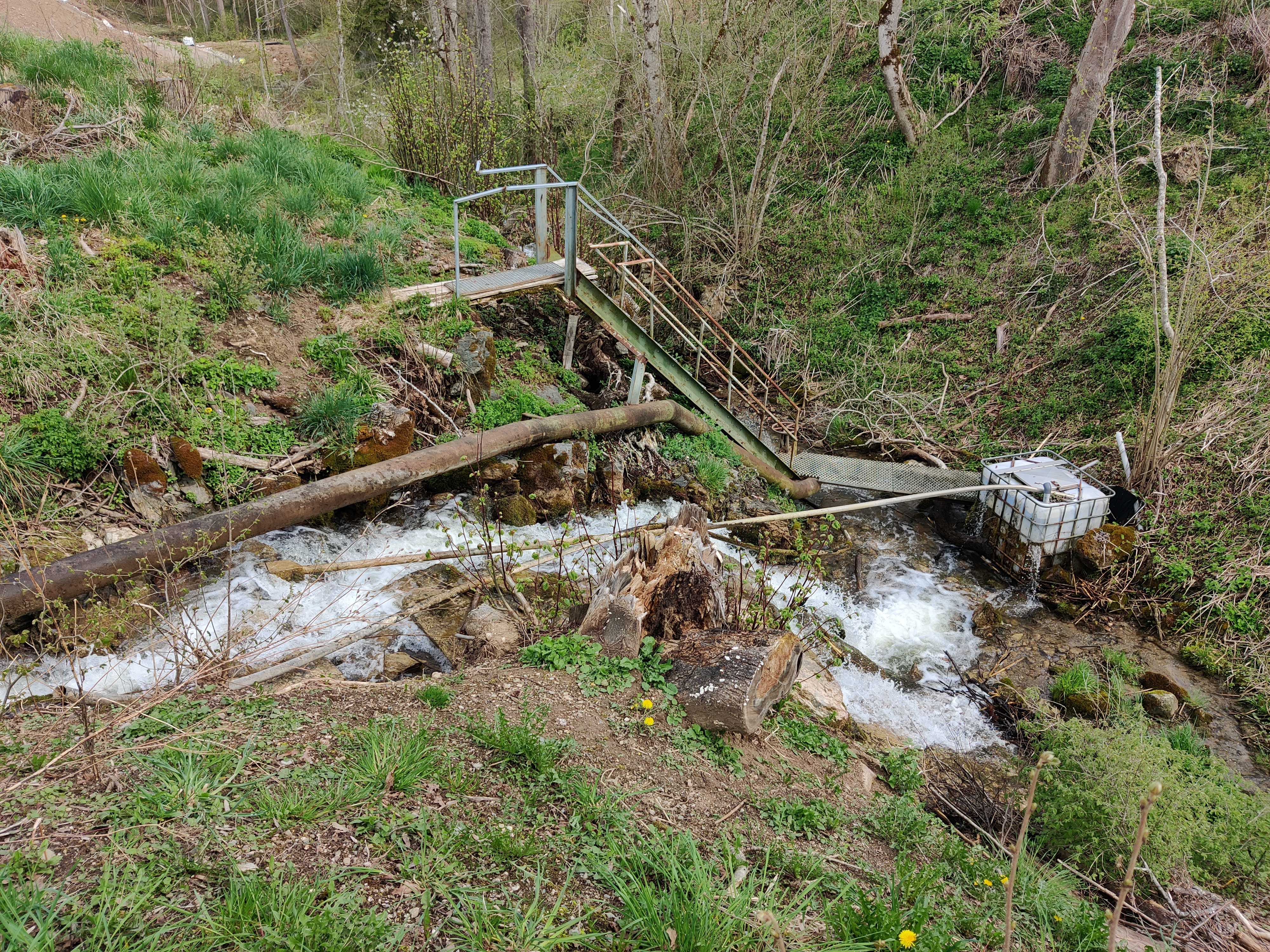
Abfluss aus dem Hörzendorfer See

Der Hörzendorfer Bach (im Oberlauf auch Draschelbach genannt) ist ein Bach in der Gemeinde Sankt Veit an der Glan in Mittelkärnten. Er entspringt am Ostabhang des Ulrichsbergs westlich von Wainz. Von dort fließt er nach Osten und wendet sich dann nach Nordosten. Er fließt durch die Ortschaft Draschelbach, bevor er von Süden den Hörzendorfer See erreicht. Von Westen mündet der Projerner Bach in den See. An der Nordostecke des Sees ist der Abfluss des Hörzendorfer Bachs, der nach Norden durch Hörzendorf fließt und weiter an Unterbergen vorbei. Nördlich von Unterbergen mündet er am südwestlichen Stadtrand des Gemeindehauptorts St. Veit an der Glan in die Glan.
Im Hörzendorfer Bach wurden Larven oder Puppen von Kriebelmücken (Simulium (Simulium) noelleri, Simulium (Simulium) rostratum) nachgewiesen. Eines der wenigen Vorkommen des Semlings (Barbus balcanicus) in Österreich ist im Hörzendorfer Bach.